# Vaginal Davis

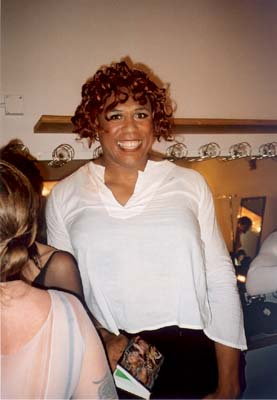
Vaginal Davis (2005)

Vaginal Davis (geb. in Los Angeles, Kalifornien) ist eine US-amerikanische Musikerin, Performerin, Malerin, Kuratorin, Komponistin, Filmemacherin und Schriftstellerin. Sie wurde intersexuell geboren und in den 1980er Jahren in New York als Dragqueen und Queercore-Punk-Performerin berühmt. Derzeit lebt und arbeitet Davis in Berlin.

## Kindheit und Jugend
Davis Nachname ist eine selbstgewählte Hommage an Angela Davis, aus Bewunderung für ihren Aktivismus und ihr Engagement für die Black Panther Party. Vaginal Davis’ wirklichen Namen gibt sie ebenso wenig preis wie weitere private Daten, daher sind die biografischen Angaben nicht gesichert.
Nach eigenen Angaben sei sie in Los Angeles geboren und mit ihrer Mutter und mit vier älteren Schwestern aufgewachsen. Ihre Mutter sei eine schwarze Kreolin aus Louisiana, ihr Vater ein jüdischer Mexikaner gewesen und ihr Großvater aus Deutschland eingewandert. An anderer Stelle erzählte sie, sie sei in Berlin-Wannsee geboren und ein „schwarzes Schaf“ der Hohenzollern-Dynastie.
Davis' Mutter, eine Feministin, habe sich als lokale Aktivistin im verarmten South Los Angeles engagiert. Sie habe Gemüse auf brachliegenden Grundstücken für Obdachlose und Ausgegrenzte in dieser Gegend angebaut. Als Kind sei Davis in ein Programm für begabte Schülerinnen und Schüler des öffentlichen Schulsystems von Los Angeles aufgenommen worden, wo sie zum ersten Mal mit Theater und Oper in Berührung gekommen sei. Im Alter von sieben Jahren habe sie Mozarts Oper Die Zauberflöte gesehen – ein Erlebnis, das ihre spätere Karriere als Dragqueen beeinflusst habe.

## Künstlerisches Konzept

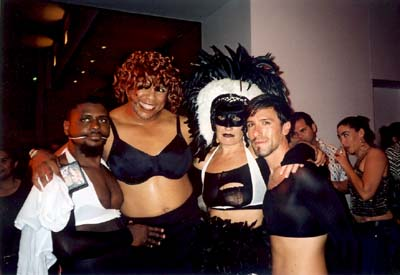
Vaginal Davis mit Models

Vaginal Davis setzt ihren Körper für ironische, schrille, unkonventionelle Gender-Inszenierungen ein und gilt als Ikone einer provokativen Performance-Ästhetik. In Anspielung auf ihr (von ihr behauptetes) deutsches, jüdisches, mexikanisches und französisch-kreolisches Erbe erschuf sie zahlreiche fiktive Charaktere und spielte mit verschiedenen Identitäten jenseits der Kategorien von race und gender.
Internationale Künstlerinnen und Künstler erklärten Vaginal Davis zu ihrer Muse wie die Choreografin Pina Bausch, der Modedesigner Rick Owens und die Fotografin Catherine Opie. Von der queeren Community wurde die Dragqueen erst als Künstlerin wahrgenommen, als sie außerhalb der schwulen Welt längst etabliert war. In einem Interview äußerte Davis einmal, sie sei vielleicht „zu schwul für die Punkszene und zu punkig für die Schwulen“. Ihrerseits kritisierte sie die Vereinnahmung der afrikanischen, hispanischen und LGBTI*-Kultur durch den gesellschaftlichen Mainstream.

Der Queer-Theoretiker José Esteban Muñoz bezeichnet Davis als Vorläuferin des terrorist drag, denn ihre Performance entspräche weder dem queeren Stil des Glamour noch dem des Camp von Drag Queens wie Varla Jean Merman oder Lady Bunny. Terrorist drag positioniert sich gegen die Mainstream-Welt mit ihren festen Regeln, wie eine Person zu sein oder auszusehen hat, und thematisiert die gesellschaftlichen Rollen für Männer und Frauen, Heteronormativität und die LGBTQ-Gemeinschaft, die Kämpfe zwischen Weiß und Schwarz, Fragen von Krieg und Frieden. Terrorist drag zielt darauf ab, Unbehagen und Unruhe im Publikum zu erzeugen, wobei Stilelemente wie Parodie und Satire eine große Rolle spielen. Davis selbst sagte einmal: 

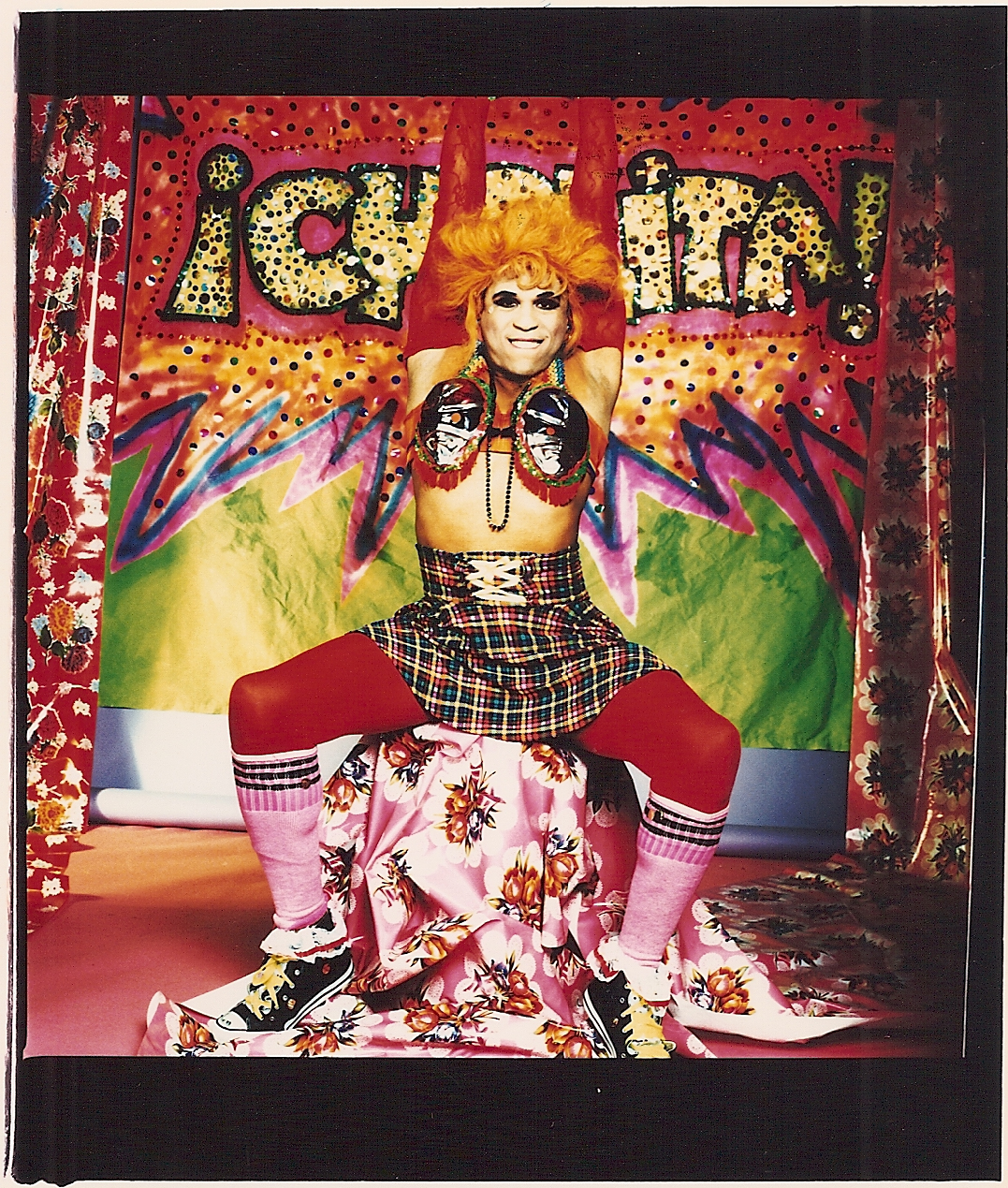
Graciela Grejalva (Vaginal Davis)

„Ich habe nicht wirklich versucht, mich zu verändern, um wie eine echte Frau auszusehen. Ich habe keine falschen Wimpern oder falsche Brüste getragen. Es ging mir nicht um die Echtheit des traditionellen Drag, um das perfekte, makellose Make-up. Ich habe einfach ein wenig Lippenstift, ein wenig Lidschatten und eine Perücke aufgetragen und bin losgezogen.“
Die Journalistin Ali Fitzgerald meinte, Davis' Auftritte seien „übermütige, satirische Seitenhiebe auf die alte Weltordnung, die das weiße Privileg und das Patriarchat mit nuanciertem Witz und Gameshow-artigem Camp kritisieren.“ Die Kunstperson Vaginal Davis sei eine komplexe Mischung aus Queercore-Punk und glamourösem Hollywood-Stil, um Davis' sozial engagierte und ästhetisch konsequente Interessen auszudrücken.

In einem Interview erzählte Davis, ein Großteil ihrer Kunstwerke und Performances sei von den künstlerischen Fähigkeiten ihrer verstorbenen Mutter inspiriert:
„Ich bin so sehr mit meiner Mutter verflochten. Meine gesamte Karriere als Künstlerin und meine gesamte visuelle Kunst sind im Grunde genommen eine Kopie meiner Mutter. Meine Mutter hat sich selbst nicht als Künstlerin betrachtet, sie hat einfach nur Sachen gemacht. Wenn ich mich an die Dinge erinnere, die sie gemacht hat, dann waren das Installationen, Assemblagen – Dinge, die in der Kunstwelt einen Namen haben, hat sie damals schon gemacht. Wenn ich für eins meiner Kunstwerke oder eine meiner Performances Anerkennung bekomme, dann nur, weil ich meine Mutter kopiert habe.“
Im Jahr 2018 wurde Davis mit dem Sustained Achievement Award der gemeinnützigen Organisation Queer Art ausgezeichnet, die LGBTI*-Künstler und -Künstlerinnen unterstützt und auszeichnet.

## Karrierestationen

### Künstlerische Anfänge
Mit der Band Afro Sisters veröffentlichte Vaginal Davis (nach eigenen Angaben) 1978 ihre erste EP Indigo, Sassafras & Molasses, produziert von Geza X bei Amoeba Records. Auf ihrer ersten Amerikatournee spielten die Afro Sisters als Vorgruppe für die Bands The Smiths und Happy Mondays.
Vaginal Davis war an der Bewegung der Queercore-Zines aktiv beteiligt. Dank eines Jobs an der Universität hatte Davis Zugang zu einer Xerox-Maschine, mit der sie ihre Zines produzierte. Von 1982 bis 1991 (nach eigenen Angaben) gab sie im Selbstverlag das Heft Fertile La Toyah Jackson heraus, das von den imaginären Abenteuern einer skateboardenden, schwangeren La Toya Jackson handelte. Der Filmemacher Bruce LaBruce beschrieb das Zine einmal als „Untergrundblatt mit Klatsch und Tratsch aus der Punkszene von SoCal, Fotos von heißen Surfern aus Huntington Beach und wehmütigen Gedanken von Miss Davis persönlich“. Später entwickelte sie das Zine weiter zu einer Video-Reihe mit dem Titel Fertile LaToyah.

### Band-Gründungen

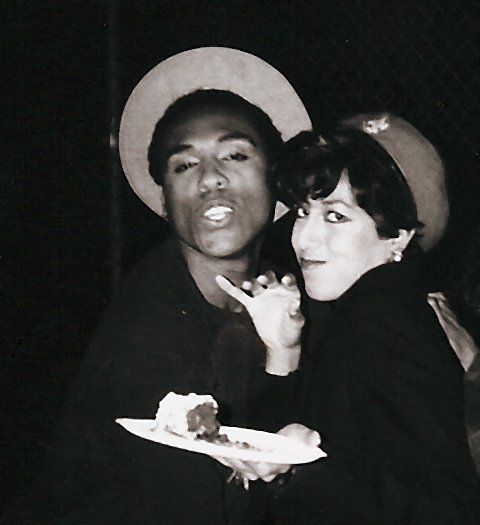
Vaginal Davis und Alice Bag (1986)

Davis' erste eigene Band war ¡Cholita! The Female Menudo, bei der sie in die Rolle einer 13-jährigen Latina mit Namen Graciela schlüpfte. Eine ihrer Bandkolleginnen war die Sängerin Alice Bag als Sad Girl, die ebenfalls als Minderjährige auftrat.
1989 gründete Davis zusammen mit Glen Meadmore die Speed-Metal-Thrash-Band Pedro, Muriel, and Esther (PME). In PME trat Davis als Clarence auf, als ein weißer suprematistischer Milizionär aus Idaho mit ZZ-Top-Bart. Vor der Gründung hatte sie als Backgroundsängerin für Meadmore bei den Dragqueen-Shows von RuPaul gesungen. PME löste sich auf, nachdem sie eine Vier-Songs-EP auf Amoeba Records veröffentlicht hatten. 1995 traten PME auf dem Queercore Festival in Chicago noch einmal für einen Auftritt zusammen. Im Anschluss daran veröffentlichten sie ihr erstes Album The White to Be Angry, das 1998 von Steve Albini auf Spectra Sonic Records produziert wurde.
1992 gründete Davis die neue Band Black Fag (Schwarze Tunten), zusammen mit der Schauspielerin Bibbe Hansen. In der Rolle der Rayvn Cymone McFarlane (in Anspielung auf Raven-Symoné Pearman) provozierte sie die Alternativszene von Los Angeles durch performative Aktionen; so bespritzte sie zum Beispiel das Publikum mit Milch aus ihrem Büstenhalter. Black Fags Album Passover Satyr wurde im selben Jahr von Dischord Records veröffentlicht, produziert von Kim Gordon von Sonic Youth. 1995 erschien das zweite Album 11 Harrow House.

### Shows und Umzug nach Berlin

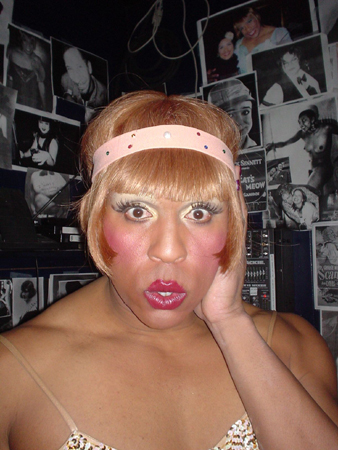
Vaginal Davis als „Bricktop“ beim Parlour Club auf dem Santa Monica Boulevard in Los Angeles

Nach 2000 trat Davis häufig als Gastgeberin und DJ bei Performance- und Musikveranstaltungen in Los Angeles auf. Eine ihrer bekanntesten Shows war Bricktops (2002–2005), ein wöchentlicher Speak-Easy-Salon, inspiriert von der Varietékünstlerin Ada (Bricktop) Smith. Davis trat auch in der Sonntagnachmittags-Musikveranstaltung Sucker (1994–2000) auf und veranstaltete mit dem Künstler Ron Athey die GIMP (2000–2001), eine monatliche Nacht der Performance-Kunst.

2006 zog Davis von Los Angeles nach Berlin in Deutschland um. In einem Interview äußert sie dazu:
„Ich habe schon 2001 mit der Gründung des CHEAP-Kunstkollektivs angefangen, nach Berlin zu kommen. Aber als ich aus meiner schönen 1920er-Jahre-Wohnung in Koreatown verdrängt wurde, kam ich endgültig rüber. Früher war LA die preiswerteste aller Städte, aber jetzt ist sie genauso geworden wie all die anderen Boutique-Städte Paris und London und NYC und San Fran. Es ist furchtbar, was aus LA geworden ist.“
Im Jahr 2009 kamen Pedro, Muriel und Esther in einer Show zum 20-jährigen Jubiläum, die von Participant Inc. im Rahmen der Performa 09 in New York City präsentiert wurde, erneut zusammen.

### Performance, Bildende Kunst, Lehrtätigkeit
Davis' Performance Speaking from the Diaphragm lief vom 15. bis 27. Mai 2010 im Performance Space 122. Die Show parodierte Fernseh-Talkshows mit Interviews von Carole Pope, Jamie Stewart, Joel Gibb und Glen Meadmore. Moderiert wurde sie von Davis' Kunstfigur Carmelita Tropicana und von der Entertainerin Jennifer Miller.
Im Januar 2012 nahm Davis am J. Paul Getty's Pacific Standard Time Performance Festival teil. In einem Teeraum im Stil von Louis XVI performte sie die Show My Pussy Is Still in Los Angeles (I Only Live in Berlin).
Im April 2012 trat Davis mit ihrer neuen Band Tenderloin im Rahmen des Festivals Camp/Anti-Camp: A Queer Guide to Everyday Life im Berliner Theater Hebbel am Ufer auf. Tenderloin bestand aus Felix Knoke, Jan Klesse, Joel Gibb und Vaginal Davis, die unter dem Pseudonym Dagmar Hofpfisterei auftrat. Im August 2012 lud die Sängerin Anthony Hegarty (Anohni) Vaginal Davis mit ihrer Band Tenderloin ein, beim Meltdown Festival in London aufzutreten, zusammen mit The Voluptuous Horror of Karen Black, der Sängerin Kembra Pfahler und dem Lead-Gitarristen SAMOA. Nach den Auftritten veröffentlichten Tenderloin ein Musikvideo mit dem Titel The Golden One mit der Dragqueen Goddess Bunny. Regie führte Glen Meadmore.
Vom 1.–5. Dezember 2015 arbeitete Davis mit der Avantgarde-Musikgruppe Xiu Xiu zusammen, die die Musik für eine radikale Neuinterpretation von Mozarts Die Zauberflöte komponierte. Die Oper wurde in der 80WSE Gallery aufgeführt, in Zusammenarbeit mit dem Berliner CHEAP Kollektiv, deren ständiges Mitglied Davis ist.
Vom 9. November bis 16. Dezember 2012 eröffnete Davis ihre erste große Einzelausstellung mit ausschließlich Visueller Kunst unter dem Titel HAG - small, contemporary, haggard bei Participant Inc. in New York. Der Name geht auf die Galerie zurück, die Davis in den 80er Jahren in ihrer Wohnung in Los Angeles unterhielt. Das Museum of Modern Art (MoMA) in New York listet einige ihrer Werke. Auch in Deutschland sind einige ihrer Werke ausgestellt: so 2020 in den Berliner Galerien Isabella Bortolozzi und Eden Eden sowie 2023 in der Julia Stoschek Foundation.
Davis gab und gibt ihre Erfahrungen international an Universitäten und Bildungseinrichtungen weiter. Sie unterrichtete Performance Studies an der New York University im November 2015 mit ihrer Freundin, der deutschen Schauspielerin Susanne Sachsse. Als Gastprofessorin unterrichtete sie Performance Art an der Kunstuniversität Linz, Österreich, und an der Malmö Art Academy der Universität Lund in Schweden.
Am Schauspielhaus Zürich nahm sie an einem Tender Talk mit der deutschen Publizistin Carolyn Emcke teil. Mitte Oktober 2016 trat sie als Hauptrednerin beim Creative Time Summit in Washington D.C. auf, einer Konferenz über Kunst und soziale Fragen, von Black-Lives-Matter bis zur Politik von Wahlen. In Berlin kuratierte sie 2019 das performative Filmprogramm Contemporary Vinegar Syndrome am Arsenal-Institut für Film und Videokunst. Das Centre Pompidou in Paris widmete Vaginal Davis 2021 eine Konferenz.

## Ausstellungen
- Erste deutsche Einzelausstellung von Davis' Werken im Berliner Gropius Bau (21.03.25 - 14.09.25), Titel: Vaginal Davis: Fabelhaftes Produkt[67]

## Diskographie

### The Afro Sisters
- Indigo, Sassafras and Molasses / Maxis on Melrose / So Black I'm Blue / 1982: Too Black, Too Strong / Shoulder Pads, Maxi Pads / Magnificent Product / Armed and Extremely Dangerous / Wet Lesbian

### Black Fag
- Parerga y Paralipomena / Atlas Shrugged / Passover Satyr / 11 Harrow House

### ¡Cholita! The Female Menudo
- ¡No Controles! / Chicas de Hoy / ¡Cholita!

### Pedro, Muriel and Esther
- 1991: PME / 1998: The White to Be Angry

### Solo-Album
- 1994: Small Whyte House (Vaginal Davis et Robespierre)[68]

## Filmographie
Vaginal Davis produzierte zahlreiche Kurzfilme und trat in Filmen auf, die heute zum festen Bestand des Queer Cinema zählen.
- 1987: A Doll's House
- 1988: I, Vaginal
- 1991: The Devil's Daughter
- 1994: Dot (als Dorothy Parker)
- 1994: Designy Living
- 1994: Three Faces of Women (Director: Rick Castro)[70]
- 1995: Super 8½[71]
- 1995: Live Nude Girls[72]
- 1996: Hustler White[73]
- 1998: Hallelujah! Ron Athey: A Story of Deliverance
- 1999: The White To Be Angry[74]
- 1999: Can I Be Your Bratwurst, Please?
- 2001: The Other Newest One[75]
- 2001: Le Petite Tonkinoise[76]
- 2001: Frau unter Einfluss[77]
- 2005: Beyond Lovely[78]
- 2006: The Pikme-Up[79]
- 2008: The Lollipop Generation[80]
- 2010: The Dream of Norma[81]
- 2010: The Bad Breast; or, The Strange Case of Theda Strange[82]
- 2011: The Advocate for Fagdom[83][84][85]
- 2012: Rosas Welt – 70 neue Filme von Rosa von Praunheim
- 2012: She Said Boom: The Story of Fifth Column[86]
- 2020–21: Highfalutin[87]

## Hörspiele (Auswahl)
- 2019: Susanne Sachße: Original Sin. Der Gang der Frau im Sozialismus (mit Vaginal Davies als Musterhausangestellte sowie An- und Absage). Regie: Susanne Sachße, Produktion: NDR[88]

## Zines
- Dowager (1972–1975)[24]
- Crude (1976–1980)
- Fertile La Toya Jackson (1982–1991)
- Shrimp - The magazine for licking and sucking bigger and better feet (1993)[89]
- Yes, Ms. Davis (1994)
- Sucker (1995–1997)
- Dragazine (1997)[24]

Davis' Name kommt auch im Text des Le-Tigre-Songs Hot Topic vor.